# 太田有美
太田 有美（おおた ゆみ、1979年2月23日。 - ）は、神奈川県横須賀市出身のタレント。元ビッグアップル、HUNTING所属。

## プロフィール
- 一時期、生年月日を1981年2月23日としていた時があった。
- 趣味は舞台観賞、ジム通い、読書、散歩、貯金[2]。
- 特技は水泳で[3][4]、水泳歴は10年以上である。中学の時はブレストで横須賀市一位だった。他、器械体操も特技[3]。
- 大型自動二輪免許を持っている。
- 2003年3月、法政大学文学部史学科卒業。
- 2011年11月8日、自身のブログにて所属事務所を退所したことを発表した。

## 略歴
- 子供の頃から芝居がやりたく、小学5年生の時に児童劇団に入団[1][4]、その後中学卒業の頃に、仕事として芸能界で本格的に活動していきたいと思い、ビッグアップル入り[1]。高校は芸能の仕事に支障が無いように通信制に通っていた[4]。
- 1990年代前半から、数々のテレビCMに脇役出演。
- 1995年、『今田耕司のシブヤ系うらりんご』や『はなきんデータランド』（テレビ朝日系）などで、他の同世代の女性アイドルと共に出演。
- その後、テレビドラマや映画での脇役出演を主に活動。
- 2006年、自身初のイメージDVD「Deep impact」発売。
- 2007年、アコム「アコムの思い〜入院編」TV CM

## 出演
（）

### テレビドラマ
- 素晴らしきかな人生（1993年、フジテレビ）
- 花王愛の劇場 とっても母娘（1995年、TBS）[1][6]
- しんドラ セーラー服探偵マニュアル（1996年、日本テレビ）
- トトの世界〜最後の野生児〜（2001年、NHK-BS2）
- 黒い太陽'07スペシャル（2007年9月21日、テレビ朝日）
- ドラマ30 みこん六姉妹2（2008年、CBC）
- 曲げられない女（2010年、日本テレビ） - 山野（弁護士事務所員）役

#### テレビドラマ（ゲスト）
- 七人の女弁護士 第2シリーズ第7話（1991年、テレビ朝日）
- 天使のように生きてみたい（1992年、TBS）
- はぐれ刑事純情派 第7シリーズ第23話（1994年、テレビ朝日）
- 夏!デパート物語 第2話（1995年7月11日、TBS）[7]
- 超光戦士シャンゼリオン 第6話（1996年、テレビ東京） - ジロウ/ダチュラー 役
- 名探偵保健室のオバさん 第2話（1997年、テレビ朝日） - 白川亜矢 役
- タクシードライバーの推理日誌・7（1997年、テレビ朝日）
- エコエコアザラク （1997年、テレビ東京） - 古谷仁美 役
- バスストップ （2000年、フジテレビ）
- 女と愛とミステリー（テレビ東京）
  - 犯罪交渉人ゆり子 第1作（2001年6月13日） - 平山麻琴 役
  - 多摩南署たたき上げ刑事・近松丙吉 第1作「冷たい灼熱〜白昼主婦殺人事件〜」（2001年8月8日）
- 赤い霊柩車・14「完全犯罪を狙った女」（2001年、フジテレビ） - 松本紀子 役
- お美也 第2話・第3話（2002年、NHK総合）
- 実録ドラマ 遺言・桶川ストーカー殺人事件（2002年10月28日、日本テレビ）
- 爆竜戦隊アバレンジャー 第3話、第27話（2003年、テレビ朝日） - 永子 役
- 二重生活（ダブルライフ）（2004年1月7日、フジテレビ）
- 御宿かわせみ～第二章～ 第13話（2004年、NHK）
- 夏目家の食卓（2005年1月7日、TBS）
- '07スペシャル（2007年9月21日、テレビ朝日）
- 恋のから騒ぎドラマスペシャル 〜Love StoriesIV〜（2007年11月30日、日本テレビ）
- スペシャルドラマ「離婚シンドローム」（2010年6月30日、日本テレビ）

### テレビ番組
- ミックスパイください（CBCテレビ）- アシスタント[8]
- 今田耕司のシブヤ系うらりんご（フジテレビ、うらりんギャルとしてレギュラー出演）
- 全力坂（テレビ朝日）
- リスペクト探Ｑ大図鑑（フジテレビ721）
- ヴィーナスの鎖骨（フジテレビ）[6]
- はなきんデータランド（テレビ朝日）[1][6]
- パッパラ!パラダイス 朝から早坂（テレビ朝日）[6]
- オ・ト・ナにして（テレビ朝日）[6]

### CM
- マンナンライフ「蒟蒻畑」[6]
- アルペン
- アコム
- 森永製菓「小枝」[1][6]
- バンダイ電子手帳[6]

### DVD
- Deep impact（2006年9月、ベガファクトリー）[9]